# E403
E403 eller Europaväg 403 är en europaväg som går mellan Zeebrugge och Tournai i Belgien. Längden är cirka 90 kilometer.

## Sträckning
Zeebrugge - Brugge - Kortrijk - Tournai

## Standard
E403 är motorväg (A17) största delen av sträckan.

## Anslutningar
- E34
- E404
- E40
- E17
- E42